# Programa Cinema do Brasil
O Cinema do Brasil é um programa de promoção e exportação do cinema brasileiro no exterior. Idealizado pelo Sindicato da Indústria Audiovisual do Estado de São Paulo (SIAESP), tem como principal parceira a Apex-Brasil (Agência Brasileira de Promoção de Exportações e Investimentos), que participa da elaboração das estratégias e sua operacionalização, além de oferecer suporte financeiro aos projetos. O Cinema do Brasil conta também com o apoio da Ancine (Agência Nacional do Cinema) e do MRE (Ministério das Relações Exteriores).
O objetivo do Cinema do Brasil é fortalecer e ampliar a participação do audiovisual brasileiro no mercado internacional. Ao longo da sua atuação nos últimos seis anos, o Programa vem identificando estratégias de aproximar os realizadores, produtores, distribuidores, agentes de vendas e representantes de festivais e fundos de fomento brasileiros com os profissionais estrangeiros, promovendo encontros de coprodução e também ações que viabilizem potenciais negócios.
Em 2011, o Cinema do Brasil organizou a ida das delegações brasileiras aos festivais internacionais de Berlim, Cannes, Locarno, e também para os mercados do Ventana Sur (Argentina) e American Film Market (EUA). Também foram realizados workshops, como o Curso de Preparação de Projetos para o Berlinale Co-Production Market e World Cinema Fund – European Film Market 2012, e o International Markets Business School – Sales Agent, para a formação de novos profissionais na área de vendas internacionais de filmes.
Uma Missão de Prospecção na Alemanha também foi realizada com o objetivo de fazer um levantamento do mercado local para possíveis coproduções cinematográficas entre o Brasil e a Alemanha.
Em 2012, o Cinema do Brasil ofereceu um estande para os produtores brasileiros no European Film Market/Festival de Berlim e no Marché du Film/Festival de Cannes. Também foi realizado um encontro de coprodução entre os produtores brasileiros e colombianos no Bogotá Audiovisual Market. Até o final do ano, estão previstas ações no Festival de San Sebastián, American Film Market, Ventana Sur, bem como encontros de coprodução no Brasil e no exterior.

## Apoio à Distribuição
O Prêmio de Apoio à Distribuição é uma ação anual do Cinema do Brasil que apoia a exibição de filmes brasileiros em salas de cinema internacionais por meio de um prêmio, o qual deve ser utilizado para cobrir os custos de P&A (Print and Advertising) para o lançamento.
Qualquer distribuidora interessada em lançar um filme brasileiro cujos direitos sejam de uma das empresas associadas ao Cinema do Brasil pode se inscrever para o processo de seleção.
O prêmio total é de USD 250 mil, que é dividido entre os distribuidores vencedores. Cada um deles recebe até USD 25 mil. Os selecionados assinam um contrato com o Cinema do Brasil e tem até seis meses para lançar o filme e prestar contas.

## Festivais e Mercados Internacionais
A participação do Cinema do Brasil nos festivais e mercados internacionais consiste em apoiar as empresas associadas e promover ações estratégicas na pré-produção e durante os eventos, tais como:
- Organização internacional e produção de encontros de coprodução internacionais, principalmente em grandes mercados realizados nos maiores festivais de cinema, como o Marché du Film – Festival de Cannes, European Film Market – Berlinale, American Film Market, Ventana Sur, dentre outros;
- Divulgação estratégica e promoção de material gráfico no espaço do Cinema do Brasil nos eventos (em determinados mercados O Programa tem stand ou uma sala para os associados);
- Elaboração de catálogos, boletins, flyers e folders com informações sobre as empresas associadas, seus filmes e projetos a serem distribuídos e promovidos nos mercados internacionais;
- Patrocínio e produção dos anúncios publicitários sobre os filmes das empresas associadas para as revistas internacionais que circulam nos grandes festivais e mercados: Screen International, The Hollywood Reporter, Variety, Le Film Français, dentre outras.
- Negociação internacional, organização, produção e patrocínio das exibições dos filmes das empresas associadas nas sessões de mercado nos festivais internacionais (Market Screening).

## Participação em eventos no Exterior
- Alemanha (Berlim)
- Argentina (Buenos Aires)
- Espanha(San Sebastian)
- Estados Unidos (Santa Mônica)
- França (Cannes)
- Suíça (Locarno)